# Élections sénatoriales de 1992 dans l'Orne
Les élections sénatoriales dans l'Orne ont lieu le dimanche 27 septembre 1992. Elles ont pour but d'élire le sénateur représentant le département au Sénat pour un mandat de neuf années.

## Contexte départemental
Lors des élections sénatoriales du 25 septembre 1983 dans l'Orne, un sénateur RPR et un sénateur CNIP sont élus, Hubert d'Andigné et Henri Olivier.
Depuis, tous les effectifs du collège électoral des grands électeurs ont été renouvelés, avec les élections législatives de 1988 dans l'Orne, les élections régionales françaises de 1992, les élections cantonales de 1989 et 1992 et les élections municipales françaises de 1989.

## Rappel des résultats de 1983
| Candidat et parti politique | Candidat et parti politique | Candidat et parti politique | Premier tour | Premier tour |
| Candidat et parti politique | Candidat et parti politique | Candidat et parti politique | Voix         | %            |
| --------------------------- | --------------------------- | --------------------------- | ------------ | ------------ |
|                             | Henri Olivier               | CNIP                        | 885          | 87,11        |
|                             | Hubert d'Andigné            | RPR                         | 853          | 83,96        |
|                             | Yves Le Pape                | PS                          | 147          | 14,47        |
|                             | Jacques Nortier             | PS                          | 139          | 13,68        |
|                             | Roger Jouadé                | PCF                         | 25           | 2,46         |
|                             | Marcel Delaunay             | PCF                         | 23           | 2,26         |
|                             |                             |                             |              |              |
| Inscrits                    | Inscrits                    | Inscrits                    | 1 030        | 100,00       |
| Abstentions                 | Abstentions                 | Abstentions                 | 4            | 0,39         |
| Votants                     | Votants                     | Votants                     | 1 026        | 99,61        |
| Blancs et nuls              | Blancs et nuls              | Blancs et nuls              | 10           | 0,97         |
| Exprimés                    | Exprimés                    | Exprimés                    | 1 016        | 99,03        |

## Sénateurs sortants
| Sénateur | Sénateur         | Parti | Fonctions lors de l'élection en 1983                                                                      |
| -------- | ---------------- | ----- | --- |
|          | Hubert d'Andigné | RPR   | Sénateur sortant, président du Conseil général de l'Orne, maire du Champ-de-la-Pierre, conseiller général |
|          | Henri Olivier    | CNIP  | Sénateur sortant, maire de Saint-Germain-des-Grois, conseiller général                                    |

## Présentation des candidats et des suppléants
Les nouveaux représentants sont élus pour une législature de 9 ans au suffrage universel indirect par les 1 044 grands électeurs du département. Dans l'Orne, les sénateurs sont élus au scrutin majoritaire à deux tours.
| Candidats | Candidats             | Parti | Principale fonction                                                                                       |
| --------- | --------------------- | ----- | --- |
|           | Michel Garnier        | PCF   | Adjoint au maire de Flers                                                                                 |
|           | Yves Carlin           | PCF   | Adjoint au maire de Bourg-Saint-Léonard                                                                   |
|           | Laurent Beauvais      | PS    | Adjoint au maire d'Argentan                                                                               |
|           | Claude Corbet         | PS    | Adjoint au maire de Flers                                                                                 |
|           | Thierry Boisbault     | GÉ    | |
|           | Henri Olivier         | CNIP  | Sénateur sortant, conseiller général, maire de Saint-Germain-des-Grois                                    |
|           | Alain Lambert         | UDF   | Conseiller général, maire d'Alençon                                                                       |
|           | Daniel Miette         | UDF   | Conseiller régional, conseiller général, maire de Magny-le-Désert                                         |
|           | Daniel Goulet         | RPR   | Député, conseiller général, maire du Mêle-sur-Sarthe                                                      |
|           | Hubert d'Andigné      | RPR   | Sénateur sortant, président du Conseil général de l'Orne, maire du Champ-de-la-Pierre, conseiller général |
|           | Eugène-Loïc Ermessent | DVD   | |
|           | André Cayrel          | FN    | Conseiller régional                                                                                       |

## Résultats
| Candidat et parti politique | Candidat et parti politique | Candidat et parti politique | Premier tour | Premier tour | Second tour | Second tour |
| Candidat et parti politique | Candidat et parti politique | Candidat et parti politique | Voix         | %            | Voix        | %           |
| --------------------------- | --------------------------- | --------------------------- | ------------ | ------------ | ----------- | ----------- |
|                             | Daniel Goulet               | RPR                         | 399          | 38,78        | 581         | 58,27       |
|                             | Alain Lambert               | UDF                         | 391          | 38,00        | 537         | 53,86       |
|                             | Hubert d'Andigné            | RPR                         | 358          | 34,79        | 379         | 38,01       |
|                             | Henri Olivier               | CNIP                        | 310          | 30,13        | 4           | 0,40        |
|                             | Daniel Miette               | UDF                         | 193          | 18,76        |             |             |
|                             | Laurent Beauvais            | PS                          | 144          | 13,99        | 121         | 12,14       |
|                             | Claude Corbet               | PS                          | 138          | 13,41        | 114         | 11,43       |
|                             | Eugène-Loïc Ermessent       | DVD                         | 30           | 2,92         |             |             |
|                             | André Cayrel                | FN                          | 20           | 1,94         |             |             |
|                             | Michel Garnier              | PCF                         | 13           | 1,26         | 2           | 0,20        |
|                             | Yves Carlin                 | PCF                         | 10           | 0,97         | 2           | 0,20        |
|                             | Thierry Boisbault           | GÉ                          | 9            | 0,87         | 1           | 0,10        |
|                             |                             |                             |              |              |             |             |
| Inscrits                    | Inscrits                    | Inscrits                    | 1 044        | 100,00       | 1 044       | 100,00      |
| Abstentions                 | Abstentions                 | Abstentions                 | 6            | 0,57         | 6           | 0,57        |
| Votants                     | Votants                     | Votants                     | 1 038        | 99,43        | 1 038       | 99,43       |
| Blancs et nuls              | Blancs et nuls              | Blancs et nuls              | 9            | 0,87         | 41          | 3,95        |
| Exprimés                    | Exprimés                    | Exprimés                    | 1 029        | 99,13        | 997         | 96,05       |